# Драбенюк Роман Миколайович
Роман Миколайович Драбенюк (нар. 14 серпня 1983, Вінниця, УРСР) — український футболіст, півзахисник.

## Життєпис
Вихованець вінницького футболу. У 1998-1999 роках навчався в РВУФК (Київ). У 2000 році в складі юнацької команди «Маккабі» (Хайфа) виступав на турнірі Віареджо.
У чемпіонатах України дебютував у 2002 році в команді першої ліги «Миколаїв». У складі «корабелів» провів усе друге коло чемпіонату 2001/02, але на поле вийшов лише в друх матчах, ще в дев'яти залишався на лавці запасних. Після завершення сезону перейшов у «Лукор», де також не зміг закріпитися. 2003 рік провів в аматорському «Прилуки» та молдовському «Агро».
Навесні 2004 року став гравцем клубу вищої ліги «Борисфен». У вищому дивізіоні дебютував 20 березня того ж року в грі проти ЦСКА (0:2). Усього зіграв в трьох матчах. Ще 2 поєдинки провів у турнірі дублерів і 15 - у фарм-клубі в другій лізі. Перейшов у мінський «Торпедо-СКА», де зіграв ще 9 матчів у вищому дивізіоні.
2008 рік провів в Угорщині, граючи з січня по липень за «Дьйор», а з липня - за «Фехевар».
З 2005 по 2007 та з 2009 по 2011 роки грав в українських командах нижчих дивізіонів та в аматорських - «Сокіл» (Гайсин) і «Вілам» (Хмельник). Здійснював спроби працевлаштуватися в командах «Атирау» та «Німані».
З 23 по 25 жовтня 2016 року був виконувачем обов'язків головного тренера вінницької «Ниви».